# 拉姆 (网络红人)
拉姆（1990年3月3日—2020年9月30日），全名卓玛拉姆，真名阿木初，女，藏族，四川金川人，中华人民共和国短视频创作者。拉姆是抖音平台上小有名气的网络红人，账号名黑姑娘【拉姆】。截止2020年9月，她共发布了205个作品，一共收获了24.2万名粉丝，获得了291.3万个赞。2020年9月14日，拉姆在家直播过程中被前夫唐路泼汽油焚烧，造成全身大面积烧伤，于2020年9月30日去世。在阿坝州警方的通报中，拉姆名为“阿木初”，拉姆为其小名。

## 生平
拉姆是四川省阿坝州金川县观音桥镇麦斯卡村村民。根据水滴筹平台及抖音视频上公布的年龄推算，拉姆出生于1990年3月3日。拉姆十七八岁时与前夫唐路（1989年3月10日—2022年7月23日）恋爱结婚，婚后育有2个儿子，小儿子出生于2016年。拉姆的父亲名叫三朗甲（1965年12月9日出生），因病致贫，是当地的建档贫困户，她的母亲在2012年由于胆囊癌去世。
拉姆于2020年5月与唐路协议离婚，起因可能是唐路用板凳将拉姆右手臂砸至骨折。很快拉姆又在唐路威胁杀害小儿子的情况下与其复婚。复婚之后拉姆又受到了反复的家庭暴力，最终在2020年6月底起诉离婚成功。法庭将两个儿子判给了唐路。有網友發現唐路對拉姆當主播也大為不滿，並且曾在其視頻中留言稱“別人叫你老婆，你是不是很高興？”
2020年9月14日，唐路骑摩托车到拉姆住处，将拉姆刺伤（砍伤），并浇上汽油焚烧。拉姆与父亲的住所亦被汽油燃烧炸毁。拉姆于约3小时后进入阿坝藏族羌族自治州人民医院治疗，诊断为极重度烧伤、低血容量性休克、重度脱水及多器官功能障碍综合症。17日，其家屬在水滴籌上尋求粉絲援助，僅7小時左右便獲得金額100萬元，拉姆被转院至四川省人民医院，于9月30日不幸去世。唐路犯罪当晚即被当地警方抓获。拉姆花在治療上的費用共計60萬，剩餘40萬被家屬退回水滴籌平臺。

## 身後
10月2日，拉姆的遺體被送至成都東郊殯儀館火化，網友也自发為她舉辦告別會。但亦有一些抖音主播借此蹭熱度，甚至有團隊到醫院進行直播，受到網友舉報後被平臺限流。
同日，中國大陸女演員李冰冰在微博上為拉姆發聲“暴力無關家事！暴力就是犯罪。”
10月4日，人民网发表评论称“基层执法的缺失”让拉姆们失去了“保护伞”。《潇湘晨报》发表评论称“清官难断家务事”是将拉姆们推向深渊的另一只手。
10月5日，拉姆的葬礼在阿坝州金川县观音桥镇热果寺院举行。
2021年10月14日，四川省阿坝藏族羌族自治州中级人民法院对被告人唐路故意杀人案进行了公开开庭审理并当庭宣判，认定被告人唐路犯故意杀人罪，判处死刑，剥夺政治权利终身；赔偿因犯罪行为给附带民事诉讼原告人造成的物质损失。
2022年7月23日，四川省阿坝州中级人民法院遵照最高人民法院下达的执行死刑命令，对故意杀人罪犯唐路验明正身，並执行死刑，阿坝州人民检察院派员全程监督。

### 专题报道
百度跟进——网红“拉姆”直播时遭前夫纵火死亡 （页面存档备份，存于）